# Trachylepis vittata
Trachylepis vittata là một loài thằn lằn trong họ Scincidae. Loài này được Olivier mô tả khoa học đầu tiên năm 1804.

## Hình ảnh

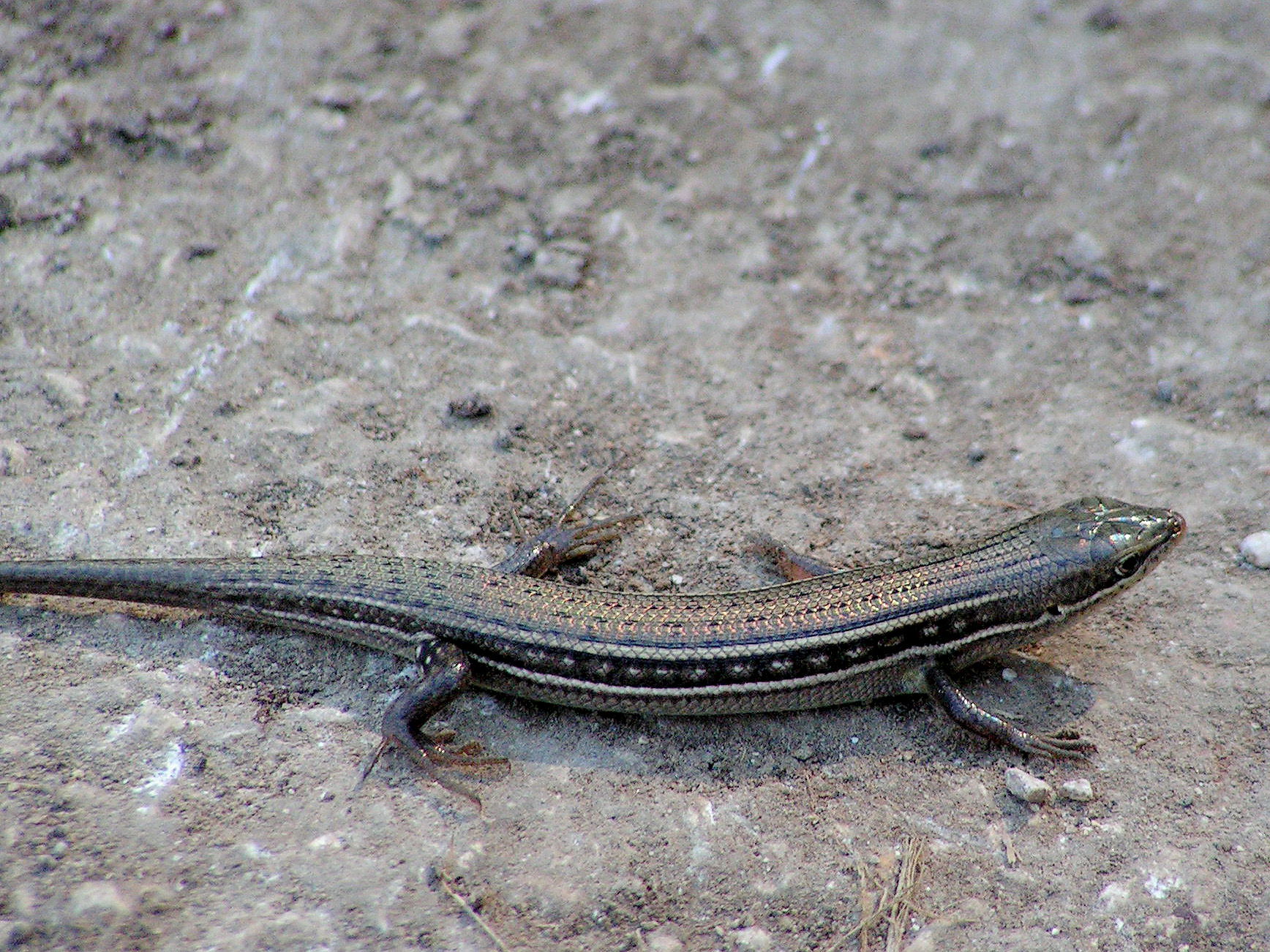
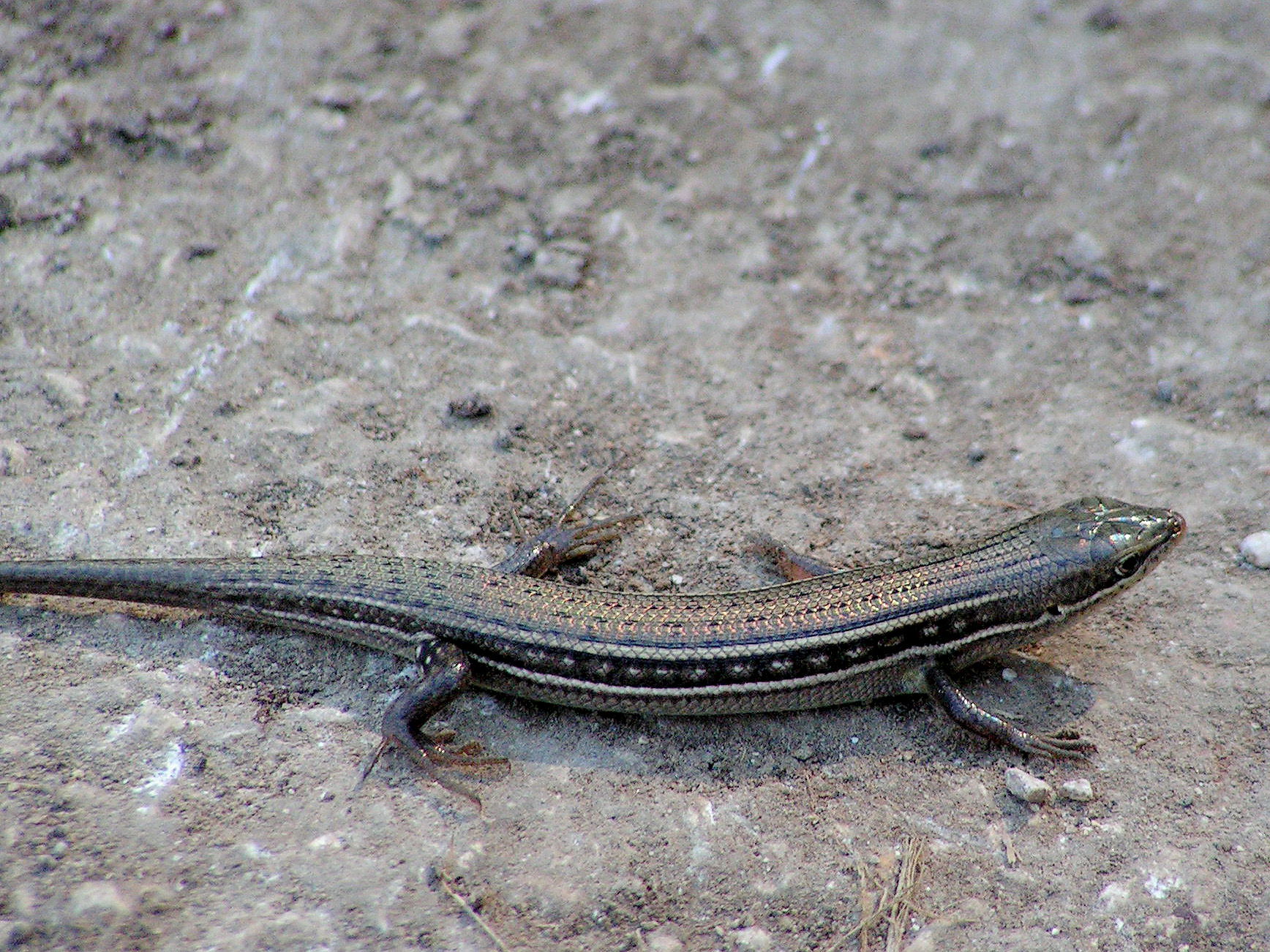